# Juan Ramón Jiménez Simón
Juan Ramón Jiménez Simón (Sevilla, 1972) es un poeta y escritor español. Doctor en Ciencias Sociales por la Facultad de Ciencias Sociales de la Universidad Pablo de Olavide (Sevilla), y licenciado en Filosofía y Ciencias de la Educación (sección Pedagogía) por la Universidad de Sevilla. Actualmente trabaja para Inserta Empleo - Fundación ONCE.
Muchos de sus poemas son publicados en antologías literarias, tanto de España como de Latinoamérica.

## Trayectoria
Ha publicado en 2016 su primer libro de poemas, "Los que son en tu daño", al que siguió en 2017 con  "A medianoche, el verbo (en las alturas y en la tierra)". Sus poemas son publicados en varias antologías, entre ellas en la "Nueva Poesía y Narrativa Hispanoamericana del Siglo XXI" (2018, Lord Byron Ediciones); y en revistas literarias (Sinfin, Monolito, Gealittera y otros). Publica y colabora con las revistas literarias Resonancias y Proverso. Es miembro del colectivo de poetas hispanoamericanos "Poesía de Post-Vanguardia",  de la Asociación de Escritores y Artistas Españoles, y de la Asociación Colegial de Escritores de España.
En octubre de 2019 salió publicado su tercer poemario "La memoria del expreso" (Editorial Nazarí), con prólogo de André Cruchaga (El Salvador, 1957) e ilustraciones de Eva García Fernández (Barcelona, 1968). Una obra intimista donde la infancia, la causalidad, el encuentro o la emoción dejan su impronta a través de una sucesión de poemas de aliento romántico y vital, una sinfonía dual que se desarrolla en la estación de ferrocarril de Alcázar de San Juan (Ciudad Real). Su primera parada fue en Sevilla, con gran asistencia de público y de crítica literaria.

## Obras
- Los que son en tu daño (2016).
- A medianoche, el verbo (en las alturas y en la tierra) (2017).
- La memoria del expreso (2019).

## Premios y reconocimientos
- Mención internacional Concurso Internacional Poesía “En honor a la Palabra” (Argentina, 2017).